# Csulen Márton
Csulen Márton (Martin Čulen; Gázlós, 1823. május 31. – Cseke, 1894. január 24.) esztergom-egyházmegyei katolikus pap, a szlovák iskolahálózat fejlesztője, a szlovák nemzeti mozgalom kiemelkedő alakja, a Matica slovenská egyik alapítója.

## Élete
Tanult Szakolcán, Nagyszombatban és Esztergomban, ahol klerikus lett. Filozófiára Nagyszombatba, a teologiára pedig a bécsi Pázmáneumba küldték. Fölszentelték 1848. december 12-én, majd káplán lett Majtényben és Nagylévárdon. 1852-ben gimnáziumi tanár lett Besztercebányán, ahol a matematikát és fizikát adott elő. 1855-ben Pozsonyban tanított és 1859-ben a szatmári gimnázium igazgatója lett. Áthelyezték Besztercebányára, ahol 1862-1867 között volt igazgató, majd pánszlávizmus vádjával Lőcsére helyezték, s rá egy évre nyugdíjazták. Előkészítette a znióváraljai gimnzáium tervét, melynek megalapítása után 1869-től 1874-es bezáratásáig igazgatója volt. Ezután plébános lett Lekéren, 1875-től haláláig pedig Csekén.
Szatmár vármegyei szentszéki ülnök, a magyar és bécsi geológiai társaság tagja volt.

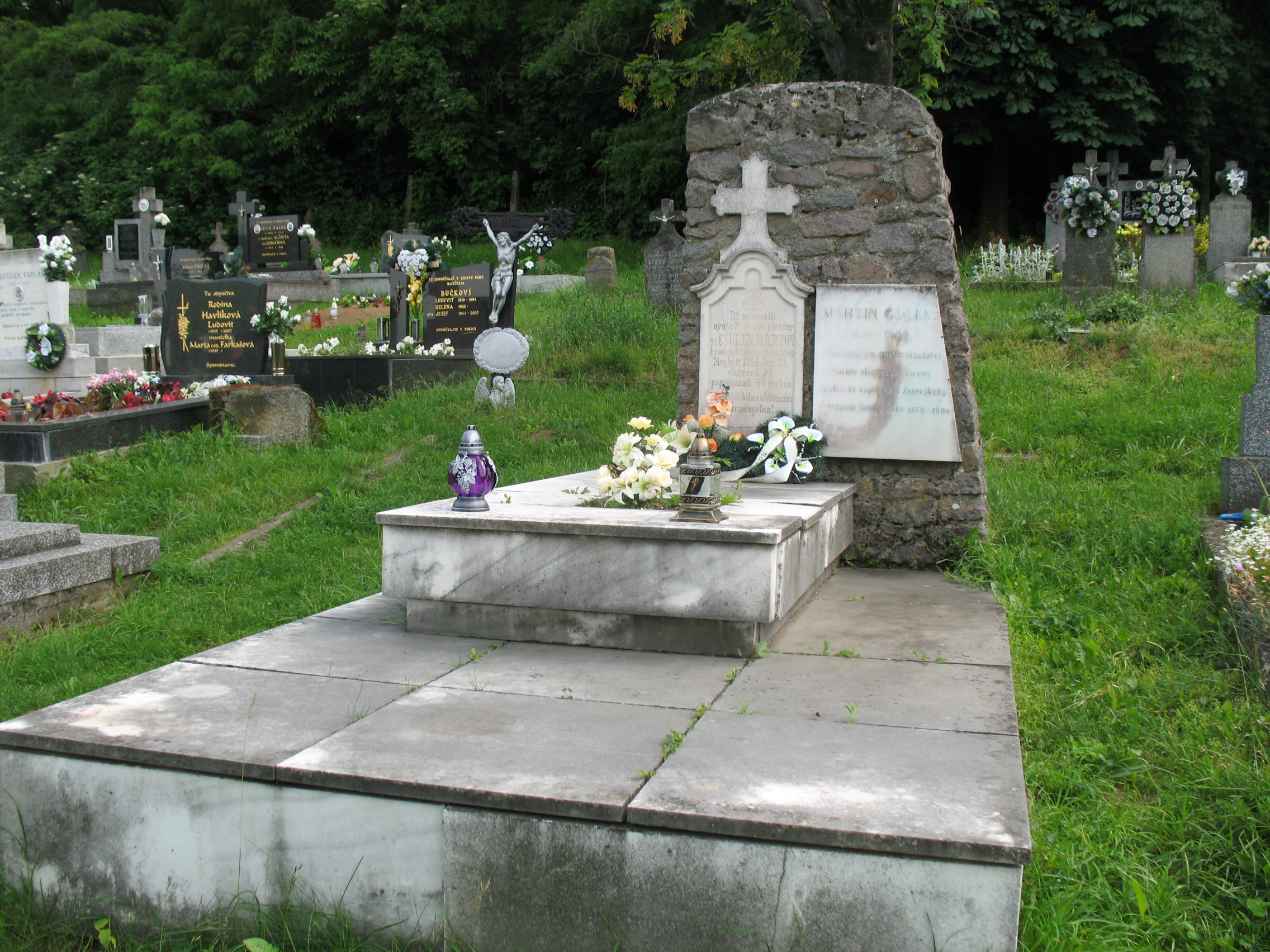
Csulen Márton memorandista sírja

## Művei
Értekezéseket, ismertetéseket és hírlapi leveleket írt szlovák nyelven.
- Počtoveda čili arithmetica... 1854. (újabb kiadás Beszterczebánya, 1866.)

## További informaciók
- Konštantín Čulen 1933: Martin Čulen. Sborník Literárno-vedeckého odboru Spolku sv. Vojtecha 1, 349-475
- Miloš Štilla 1983: Martin Čulen. Pedagóg a národný buditeľ. Bratislava
- Miloš Štilla 2005: Martin Čulen v dejinách Banskej Bystrice. Banská Bystrica